# Nagy Dániel Viktor
Nagy Dániel Viktor (Budapest, 1987. szeptember 5. –) magyar színész, énekes.

## Élete
2006-2008 között az Új Színház Stúdiójának tanulója. 2013-ban végzett a Színház- és Filmművészeti Egyetemen zenés színész szakon Novák Eszter és Selmeczi György osztályában. A Vígszínház szerette volna szerződtetni, de más tervei voltak. Diplomaszerzése (2013) óta szabadúszó, játszott többek között a Pécsi Nemzeti Színház, a Vígszínház, a Radnóti Miklós Színház, a József Attila Színház, az Átrium, a Budaörsi Latinovits Színház, a Manna Produkció és az Orlai Produkciós Iroda előadásaiban. 2017-2023 között az Orlai Produkciós Iroda – (Belvárosi Színház) társulatának tagja volt.
2015-ben Junior Prima díjat kapott.
2018-ban Hrutka Róbert Fonogram- és Artisjus-díjas zeneszerzővel közösen alapítottak zenekart, Wigama Lekko néven.
Zeneileg egyaránt merítenek a folk és az indie világából, tágabb értelemben pedig az emberi történetekben rejlő dühből, a keresésből, az imából és az életörömből, miközben a szövegek messzire rugaszkodnak a sablonoktól és a konvencióktól.
2018 nyarán első akusztikus koncertturnéjuk alkalmával több fesztiválon és vidéki helyszínen is megfordultak.
2019 április 20-án a Budapesti Tavaszi Fesztivál keretein belül az Uránia Nemzeti Filmszínház-ban megrendezésre került első lemezbemutató koncertjük.

## Színházi szerepei
2021
- Válaszfalak – Brian (Orlai Produkciós Iroda, r: Szabó Máté)
- Cigánykerék – (Hevesi Sándor Színház, r: Böhm György)
- Budapest, Te! – (Orlai Produkciós Iroda, r: Pelsőczy Réka)

2020
- Hogy szeret a másik – William Featherstone (Orlai Produkciós Iroda, r: Göttinger Pál)
- Hamis hang – Dinkel (Orlai Produkciós Iroda, r: Ujj Mészáros Károly)

2019
- Vadméz – Vojnyicev (Orlai Produkciós Iroda, r: Znamenák István)
- Szemünk fénye – Gene (Orlai Produkciós Iroda, r: Szabó Máté)
- Hurok – (Orlai Produkciós Iroda, r: Bagossy László
- Légy jó mindhalálig – Török János (Nagyerdei Szabadtéri Játékok és a Csokonai Színház közös produkciója, r: Bálint Albin)

2018
- Porgy és Bess – Mr. Archdale (Erkel Színház, r: Almási-Tóth András)
- Vérmedve – Dani ( Bethlen Téri Színház, r: Preiszner Miklós; Laboda Kornél)
- MOJO – Baby (Orlai Produkciós Iroda, r: Göttinger Pál)
- Férjek és Felesége – Michael (Orlai Produkciós Iroda, r: Szabó Máté)

2017
- Leszámolás Velem – (Orlai Produkciós Iroda r: Rába Roland) (MOST FESZT 2018- Közönségzsűri díj)
- Stop-hinták,apák,szerelmek – Dani (IBS Színpad, r: Lukáts Andor)
- 100 Szóban a Város – (Manna Produkció, r: Nagy Dániel Viktor)
- Tagadj, tagadj, tagadj – Tom Stoneman (Orlai Produkciós Iroda, r: Szabó Máté)
- Üvegfigurák – Jim O'Connor (Radnóti Miklós Színház, r: Valló Péter)

2016
- Várj, míg sötét lesz – Roat (Orlai Produkciós Iroda, r: Novák Eszter)
- Egy fenékkel két lovat – Francis Henshall (Orlai Produkciós Iroda, r: Pelsőczy Réka)
- Medve – Dani (R.S.9 Színház, r: Preiszner Miklós)
- Nyíló combok erdein túl (Összeállította és előadja: Győrei Zsolt, Nagy Dániel Viktor)
- Love Love Love – Henry (Orlai Produkciós Iroda, r: Réthly Attila)
- A Fura – (Orlai Produkciós Iroda, r: Fehér Balázs Benő)

2015
- Egérfogó – Giles Ralston (Budaörsi Latinovits Színház:, r: Lukáts Andor)
- Hair – Woof (Orlai Produkciós Iroda, r: Mohácsi János)
- „Énekelünk…” Francia sanzonok és songok – ( Ódry Színpad, r:Bagó Gizella)
- Száll a kakukk fészkére – Martini (Orlai Produkciós Iroda, r: Znamenák István)

2014
- Andromakhé – Meneláosz (Sanyi és Aranka Színház, r: Lukáts Andor)
- Tajtékos Napok – Nicolas (Ódry Színpad, r: Fehér Balázs Benő)
- Happy Ending – Yossi, Rák (Orlai Produkciós Iroda, r: Gergye Krisztián)
- Az Őrült Nők Ketrece – Francis (Kultúrbrigád, r: Alföldi Róbert)
- Cigánykerék – Zaki (József Attila Színház, r: Böhm György)
- Philoktétész – (Sanyi és Aranka Színház, r: Lukáts Andor)
- Hazatérés – Joey (Budaörsi Latinovits Színház: r: Berzsenyi Bellaagh Ádám)

2013
- R&L, avagy a mágusok birodalma – Rus (Budaörsi Latinovits Színház, r: Almási-Tóth András)
- A Dzsungel Könyve – Maugli (Pécsi Nemzeti Színház, r: Böhm György)
- Edith és Marlene – Marcel, Theo (Manna Kulturális Egyesület, r: Mészáros Márta)
- A padlás – Herceg (Pécsi Nemzeti Színház, r: Böhm György)
- Római Vakáció – (Orlai Produkciós Iroda, r: Pelsőczy Réka)

2012
- A lovakat lelövik, ugye? – Patkó Béla (Vígszínház, r: Eszenyi Enikő)
- A 1/2 kegyelmű – Lebegyev (Ódry Színpad, r: Zsótér Sándor)
- Makrancos Kata – (Vígszínház, r: Gothár Péter)
- Marilyn Monroe csodálatos halála – (Karinthy Színház, r: Böhm György)
- Jubileum – Sipucsin (Ódry Színpad, r: Lukáts Andor)

2011
- Lépésről lépésre – (Ódry Színpad, r: Novák Eszter)
- Csongor és Tünde – Kurrah, Kalmár (Vígszínház, r: Puskás Zoltán)

2010
- BÍÍT – (Színház-és Filmművészeti Egyetem, vizsgaelőadás)
- My Fair Lady – (Szegedi Szabadtéri Játékok, r: Novák Eszter)

## Filmszerepei
- Mellékhatás (televíziós sorozat) (Alex) (2023)
- Jack Ryan (2022)
- Dhaakad (Bollywood) (Sheikh) (2022)
- Egyszer volt Budán Bödör Gáspár (2020)
- Brazilok (Áron) (2017)

## Fontosabb szinkronszerepei
- A gesztenyeember (2021)

Søren Sveistrup: The Chestnut Man (Mark Hess) (Netflix)
- Az öngyilkos osztag (2021)

The Suicide Squad (Polka-Dot Man)
- A fehér királyné (2021)

The White Queen (Duke of Gloucester) (HBO)
- Perry Mason (2020)

Perry Mason (Matthew Dodson) (HBO)
- A farkas gyermekei (2020)

Raised by Wolves:Raised by Wolves (Apa) (HBO)
- Mozdulatlanul: A vihar leple alatt (2020)

Dead Still: Development (Louis Cannon)
- Lovecraft Country: Alkonyat (2020)

Lovecraft Country: Sundown (Atticus Freeman) (HBO)
- Spirál (2020)

Spirál
- Rocketman (2019)

Rocketman (Elton John-Taron Egerton)
- Dzsungelország (2019)

Jungleland (Pepper-Jonathan Majors)
- A 22-es csapdája (2019)

Catch-22
- Fosse/Verdon (2019)

Fosse/Verdon:Glory (Ben Vereen)
- Zombieland 2. – A második lövés (2019)

Zombieland: Double Tap (Berkeley)
- Amerikai állatok] (2019)

American Animals (Warren Lipka)
- A szabadság ötven árnyalata (2018)

Fifty Shades Freed (José)
- Milliárdos fiúk klubja (2018)

Billionaire Boys Club (Dean)
- Fekete Párduc (2018)

Black Panther
- A hangya és a Darázs (2018)

Ant-Man and the Wasp (Uzman)
- Bosszúvágy (2018)

Death Wish (Knox)
- A 19-es asztalnál ülők

(2017) Table 19 (Walter Thimble)
- A sötét ötven árnyalata (2017)

Fifty Shades Darker (José)
- A legsötétebb óra (2017)

Darkest hour (Marcus Peters)
- Himmler agyát Heydrichnek hívják (2017)

HHhH (Josef Gabcík)
- Ferdinánd (2017)

Ferdinand (Guapo) 
- Ellenségek (2017)

Hostiles (Henry Woodson tizedes) 
- Első gyilkosság (2017)

First Kill
- Madame (2017)

Madame (Michael) 
- Nyílt tengeren – Cápák között (2017)

Cage Dive (Greg) 
- Waterboys-Útra fel! (2016)

Waterboys (Zack)
- Scooby-Doo! és a WWE: Rejtély az autóversenyen (2016)

Scooby-Doo! And WWE: Curse of the Speed
- Démon (2016)

Demon (Kofi Kingston)
- Pelé (2016)

Pelé: Birth of a Legend (Djalma Santo)
- Palackposta (2016)

Flaskepost fra P (Johanes)
- A függetlenség napja – Feltámadás (2016)

Independence Day – Resurgence (Dylan Hiller)
- Düh: (2016)

Indignation (Bertram Flusser)
- Beépített tudat (2016)

Criminal
- A belkó-kísérlet (2016)

The Belko Experiment (Lonny Crane)
- A játszma (2016)

The Call Up
- Szellemírtók (2016)

Ghostbusters
- Teljesen idegenek (2016)

Perfetti sconosciuti
- A szürke ötven árnyalata (2015)

Fifty Shades of Grey (Jose)
- A ruhakészítő (2015)

The Dressmaker
- Superfast! – Haláli iramban (2015)

Superfast!
- Supergirl (2015)

Supergirl (James Olsen)
- Az U.N.C.L.E. embere (2015)

The Man from U.N.C.L.E.
- Nyakas kakas (2015)

Un gallo con muchos huevos (Snoop Duck) 
- Legenda (2015)

Legend (Steve De Faye)
- Lady W botrányos élete (2015)

The Scandalous Lady W (George Bisset)
- Ifjú bűnök (2015)

Stealing Cars (Carlos Fuentes)
- A 44. gyermek (2015)

Child 44
- Alkalmi (2015)

Casual: Pilot (Tom)
- Fel a fejjel (2015)

La tete haute (James)
- Hardcore Henry (2015)

Hardcore Henry (Robbie)
- Rio 2. (2014)

Rio 2. (Roberto)
- Beépített hiba (2014)

Inherent Vice
- Elemi szerelem (2014)

Une rencontre (Julien barátja)
- Az élet dala (2014)

Song One (Henry)
- Én, Frankestein (2014)

I, Frankestein (Ophir)
- Férfiak, nők és gyerekek (2014)

Men, Women & Children
- Hector a boldogság nyomában (2014)

Hector and the Search for Happiness (Marcel)
- Káprázatos holdvilág (2014)

Magic in the Moonlight (Brice Catledge)
- Az öt kedvenc (2014)

Top Five
- Szex és haverok (2014)

Date and Switch (Salvador)
- Szex, szerelem, terápia (2014)

Tu veux... ou tu veux pas?
- Végtelen szerelem (2014)

Endless Love
- Veronica Mars (2014)

Veronica Mars
- Csocsó-sztori (2013)

Metegol
- A Mikulás-mentőakció (2013)

Saving Santa (Linzer)
- Sötét árvák (2013)

Orphan Black: Natural Selection (Vic)
- WataMote – Mivel népszerűtlen vagyok, helyrerázom az imázsom! (2013)

Watashi ga motenai no wa do kangaetemo omaera ga warui! (Kuroki Tomoki)
- Abraham Lincoln, a zombivadász (2012)

Abraham Lincoln vs. Zombies
- Dollár, kanna, szerelem (2012)

The Brass Teapot
- A német barát (2012)

El amigo alemán

## Díjai
- Junior Príma díj (2015)
- Színikritikusok Díja (2014) — Legígéretesebb Pályakezdő díjának jelöltje

## Színházi díjai
Monodráma és Stúdiószínházi Fesztivál – Közönségzsűri díj (2018)